# Pfarrkirche Klein St. Veit
Koordinaten: 46° 41′ 48,6″ N, 14° 10′ 0,6″ O

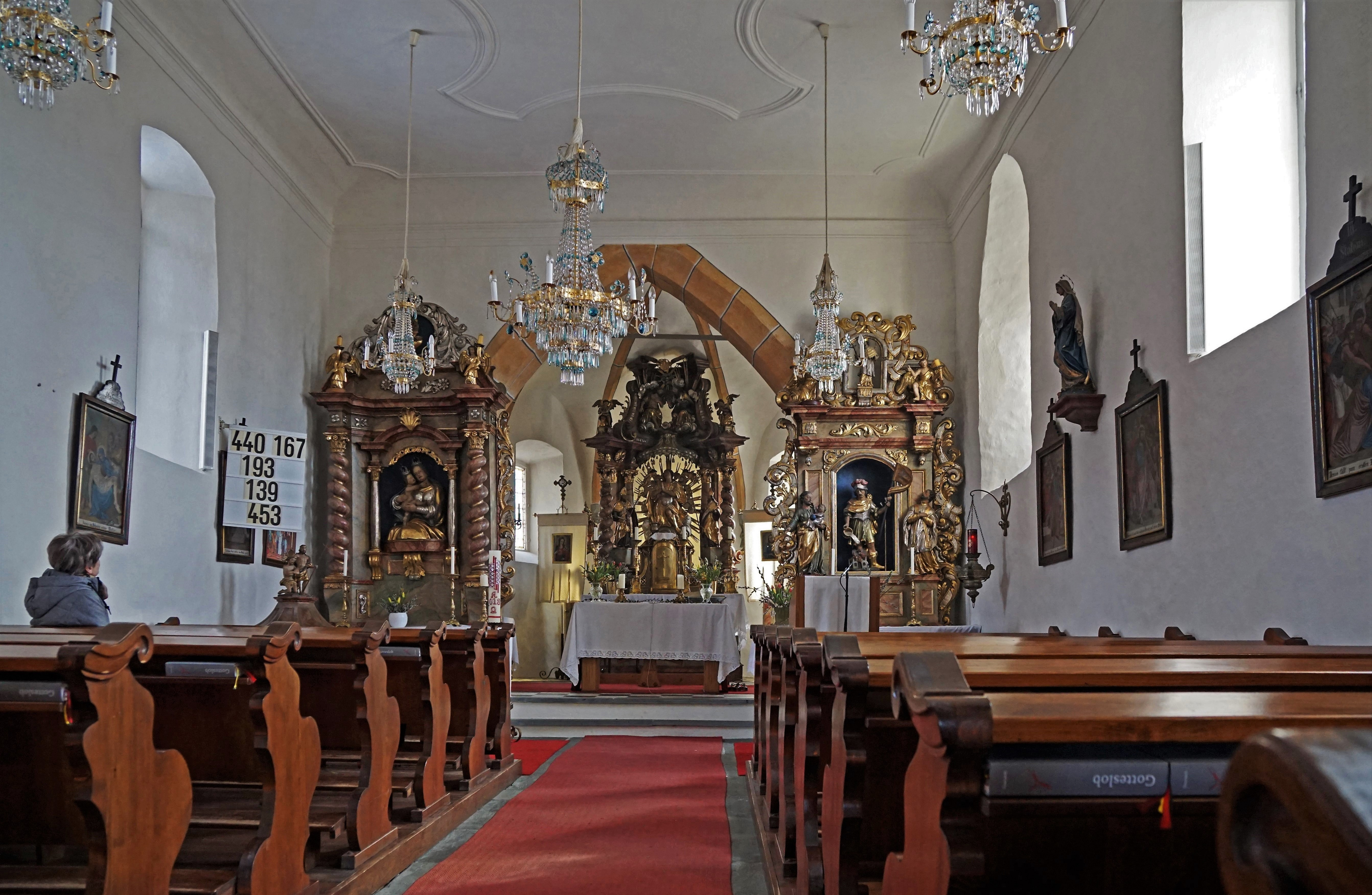
Innenansicht

Die römisch-katholische Pfarrkirche Klein St. Veit in der Gemeinde Feldkirchen in Kärnten ist den Heiligen Veit und Martin geweiht und steht unter dem Patrozinium Unserer Lieben Frau. Eine Kirche in Klein St. Veit wurde erstmals 1136 urkundlich erwähnt. Zwischen 1260 und 1269 wurde die Kirche erstmals als Pfarre genannt. Die Kirche steht unter Denkmalschutz (Listeneintrag).

## Bauwerk
Das Gotteshaus ist ursprünglich ein gotischer Bau des 14. Jahrhunderts. In der ersten Hälfte des 19. Jahrhunderts wurde er nach Westen verlängert und der Turm verändert. Die Dächer sind zum Teil mit Steinplattln gedeckt.
Der eingezogene Chor wird von später angestellten Strebepfeilern gestützt. Unter dem Chor befindet sich ein Beinhaus mit einer Mittelstütze. Der Turm mit rundbogigen Schallöffnungen und einem Pyramidendach ist der nördlichen Hälfte der Westfassade vorgestellt. In der Glockenstube hängt eine 1753 von Josef Graßmayr gegossene Glocke. Über dem rundbogigen Westportal führt eine von einem hohen Vordach überdeckte Stiege zur Orgelempore.
Das Fresko des heiligen Christophorus aus der zweiten Hälfte des 15. Jahrhunderts an der Chorsüdwand ist nur mehr in der oberen Hälfte erhalten.
Die Flachdecke im Langhaus ist mit Stuckfeldern versehen. Die Verlängerung des Langhauses ist am Mauerrücksprung der Emporenbrüstung erkennbar. Die Westempore mit einem erkerartigen Orgelvorbau aus dem 19. Jahrhundert wird durch Pilaster gegliedert. Die Orgel baute Anton Müller. Ein schmaler, abgefaster, spitzbogiger Triumphbogen verbindet das Langhaus und den um zwei Stufen erhöhten Chor. Der gratgewölbte Chor mit Fünfachtelschluss besitzt zum Teil noch figürliche Konsolen aus dem 14. Jahrhundert. Ein Rundbogenportal mit eisenbeschlagener Tür führt in die gewölbte Sakristei. Das östliche Chorfenster ist schmal und mit Spitzbogen ausgeführt. Im südöstlichen Langhausfenster ist das originale Maßwerk erhalten.

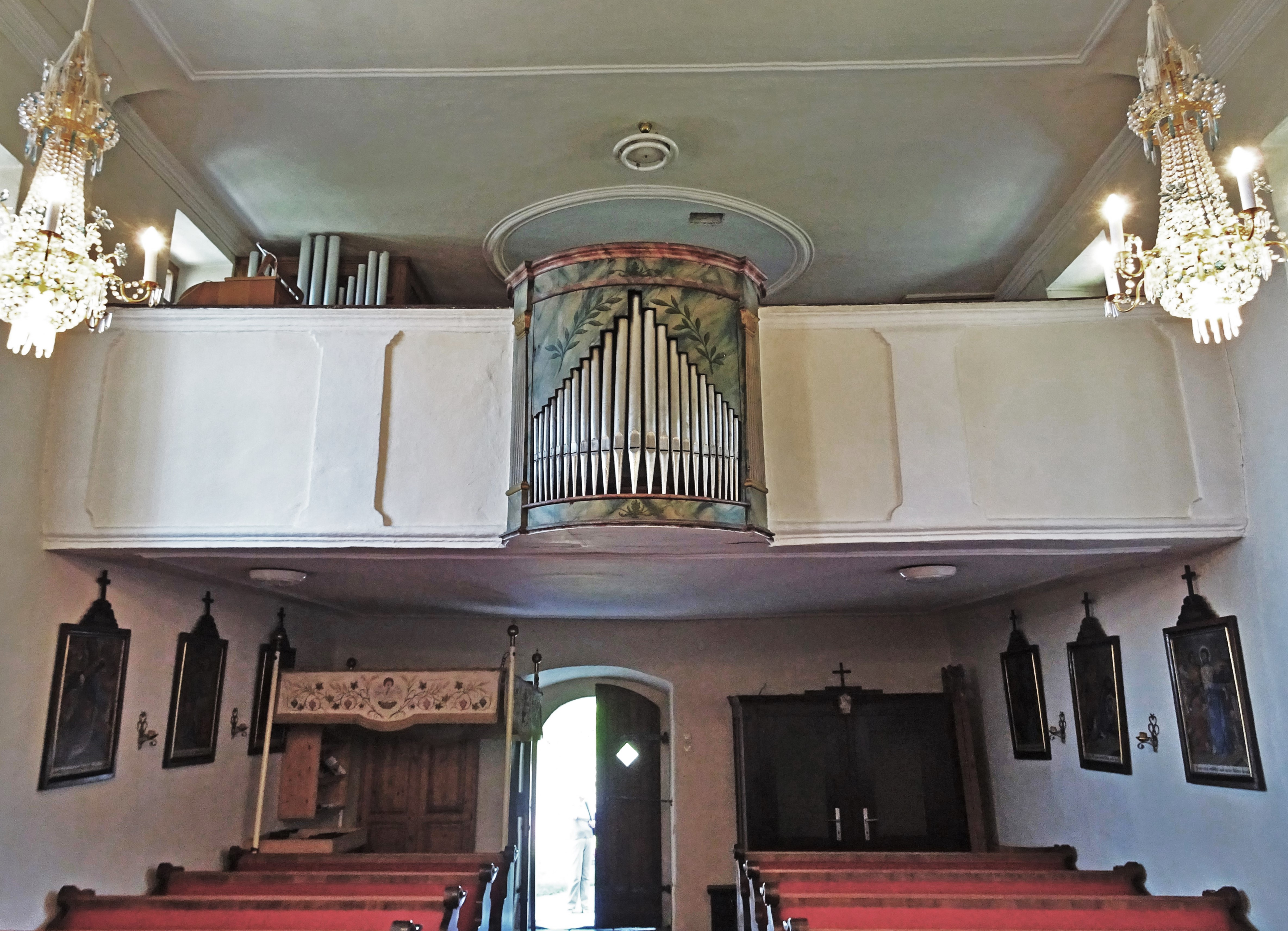
Die Westempore
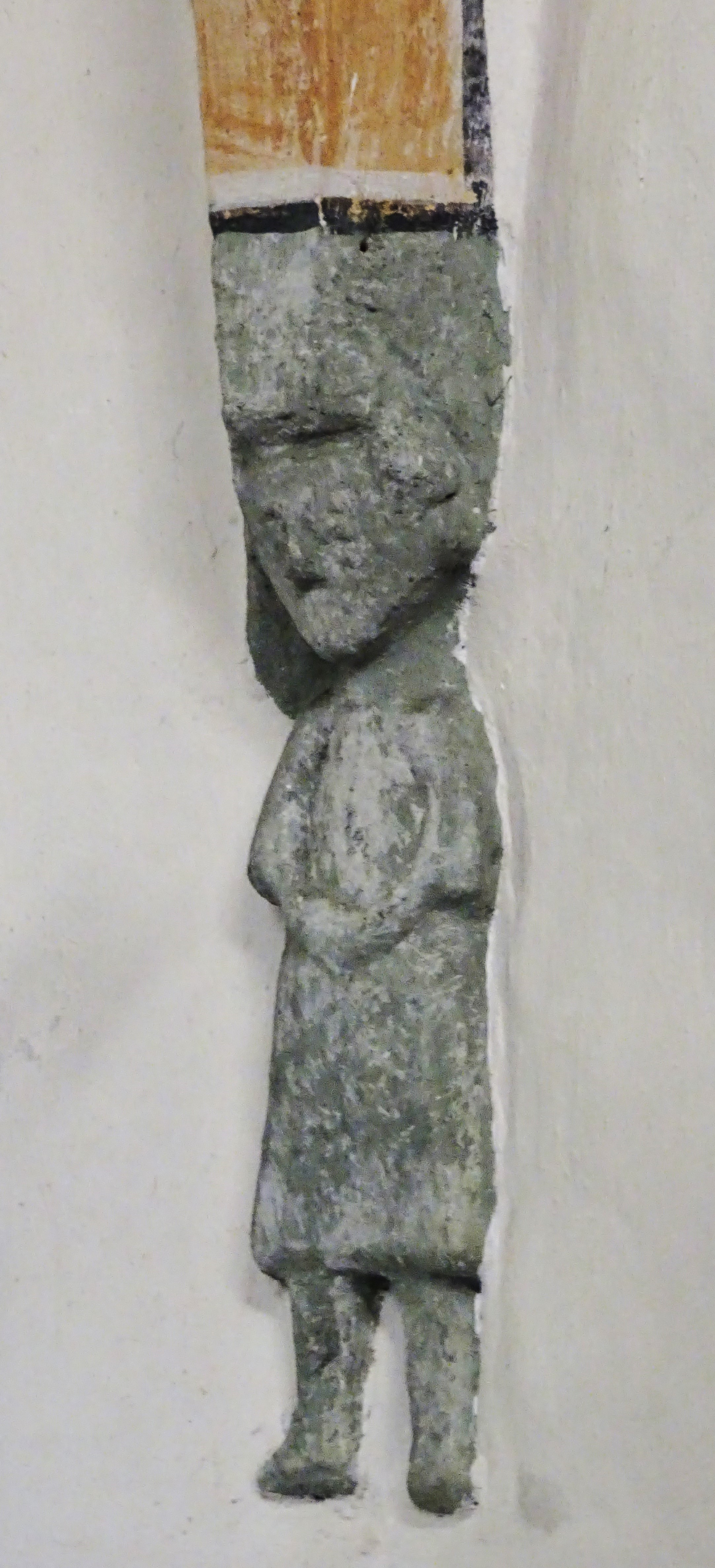
Konsole

## Einrichtung

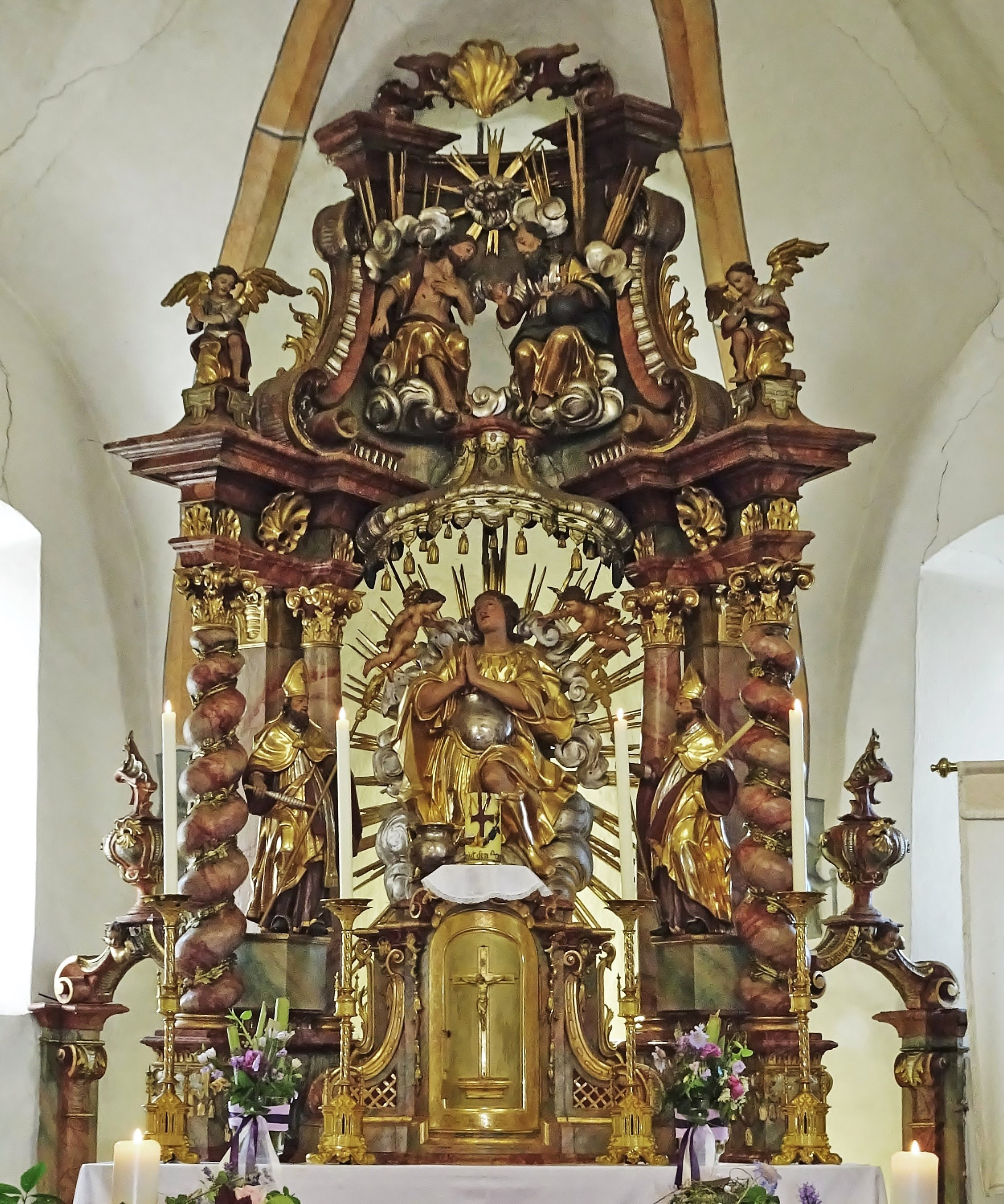
Der Hochaltar

Der Hochaltar, ein kleinerer Opfergangsaltar mit lockerer Säulenarchitektur, ist am Antependium mit 1746 bezeichnet. Die Mittelfigur stellt den Kirchenheiligen St. Veit dar.
Der linke Seitenaltar, ein Wandaltar mit Schrein und seitlich vorspringender Architektur, trägt eine geschnitzte Halbfigur der Muttergottes aus der zweiten Hälfte des 18. Jahrhunderts.
Der rechte Seitenaltar von 1722 ist ein reich mit Laub- und Bandelwerk verzierter Wandaltar. Die Mittelfigur des heiligen Florian wird von den Statuen der Heiligen Christophorus und wohl Franz von Sales flankiert. Die Aufsatzstatuette stellt den heiligen Johannes Nepomuk dar.
Der polygonale, gotische Taufstein wird am Deckel von einer Taufszene aus dem 18. Jahrhundert bekrönt.
An der Nordwand des Langhauses ist eine Ecce-homo-Figur  vom Anfang des 18. Jahrhunderts angebracht. Daneben befindet sich ein Apostelkreuz. Die Kirchenbänke stammen aus dem 18. Jahrhundert. Zur weiteren Einrichtung zählt eine gotische Skulptur des hl. Florian (1490–1500) an der Südwand des Chores sowie eine Herz-Jesu-Konsolstatue aus Zirbenholz.

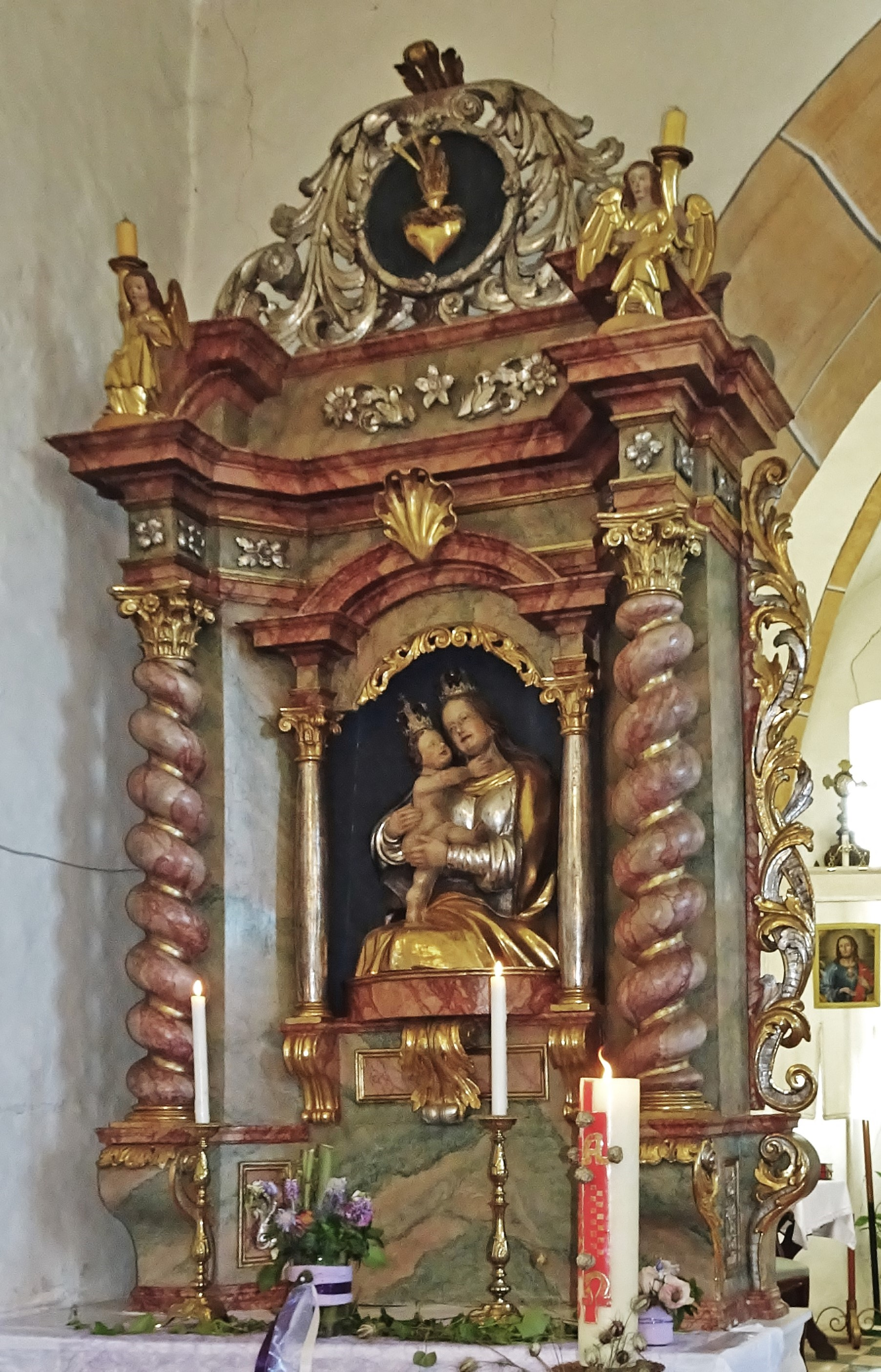
Der linke Seitenaltar
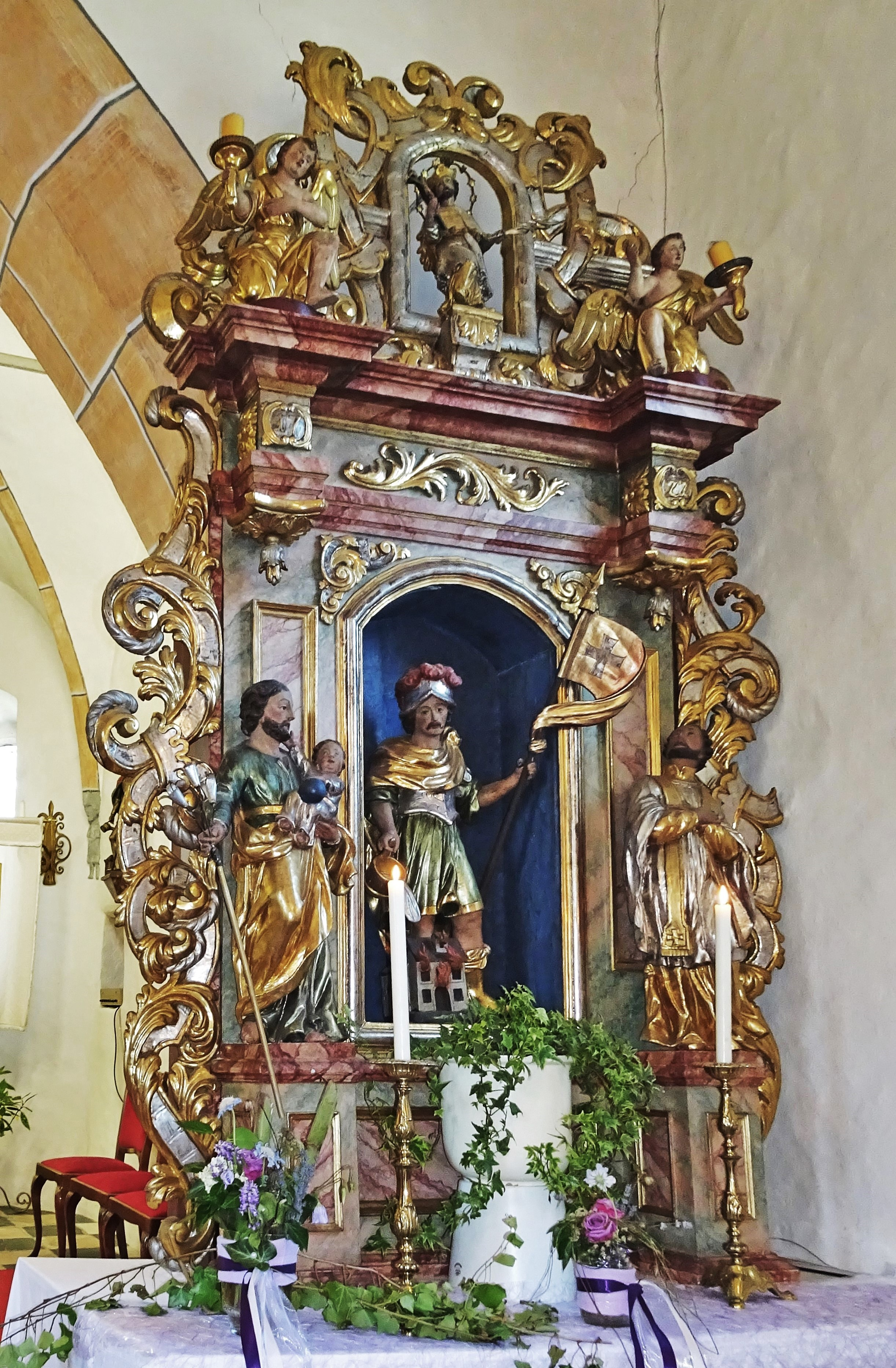
Der rechte Seitenaltar
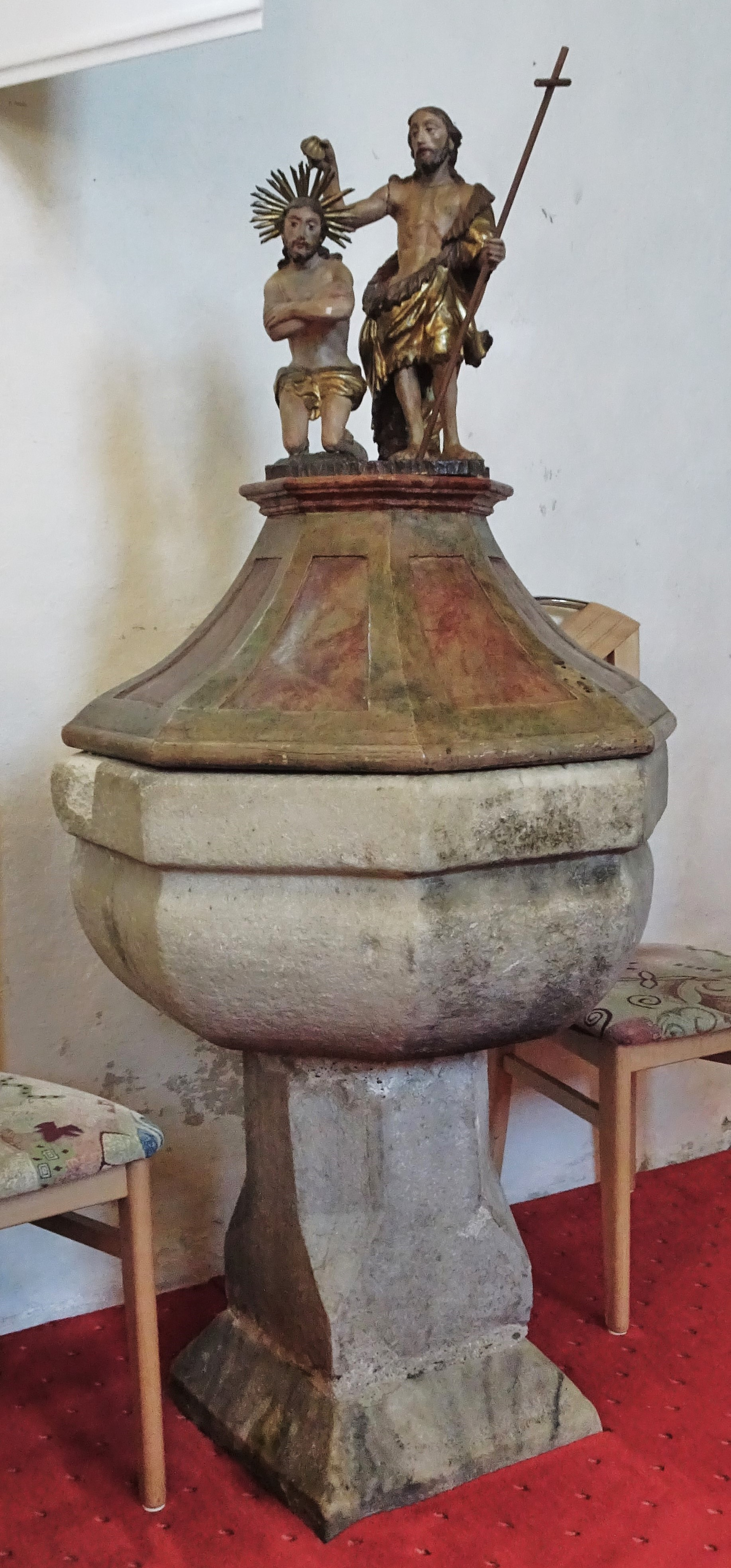
Gotischer Taufstein
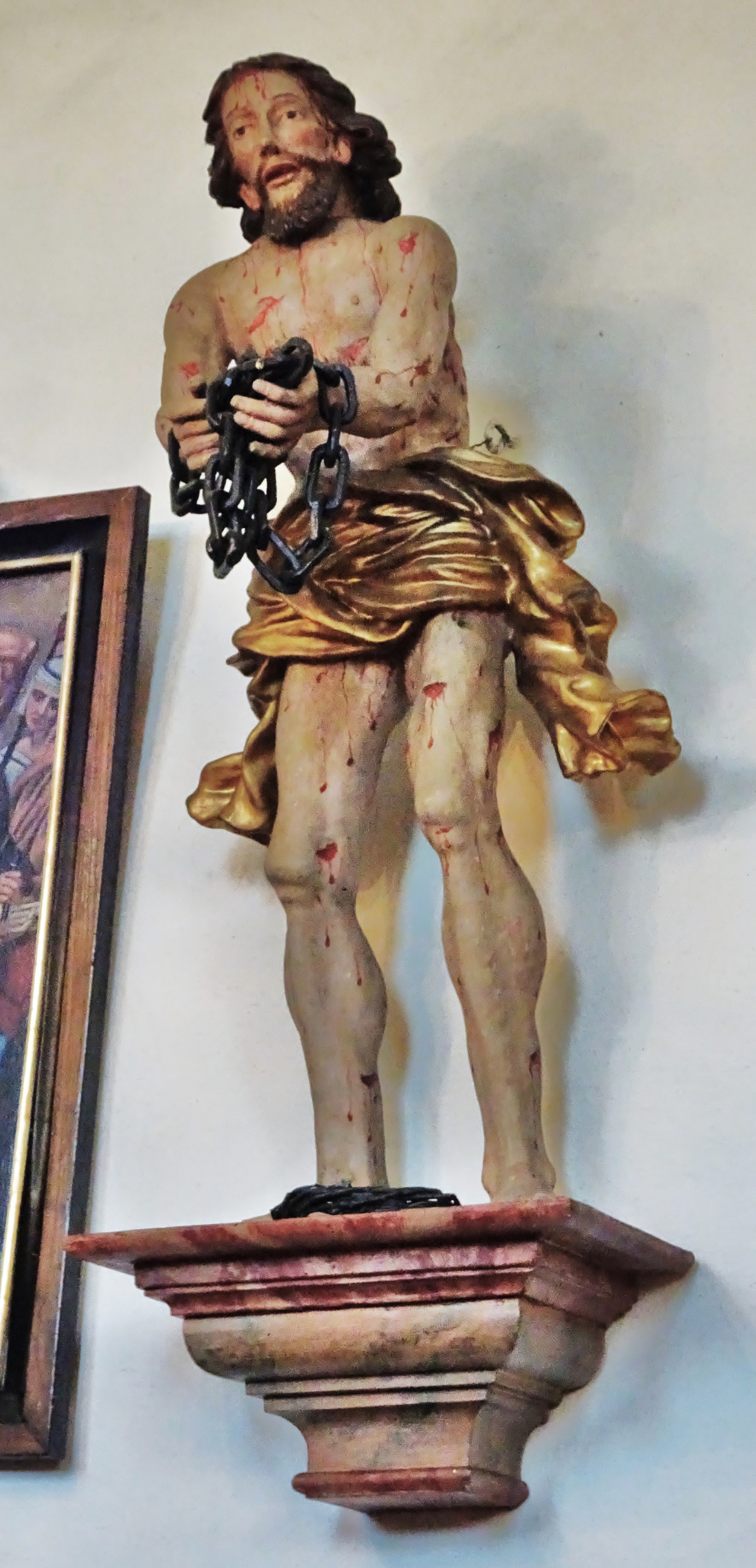
Ecce homo
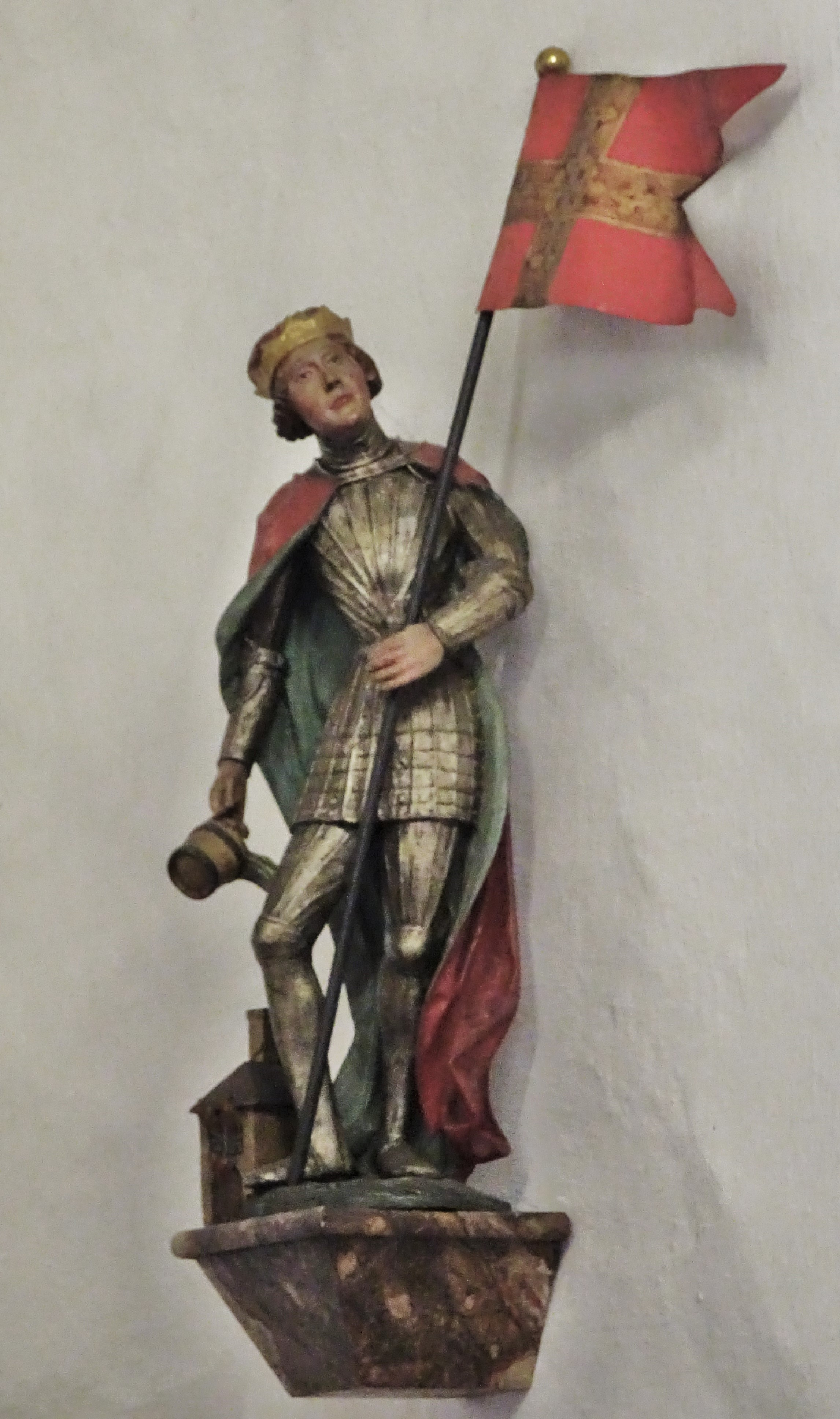
Hl. Florian
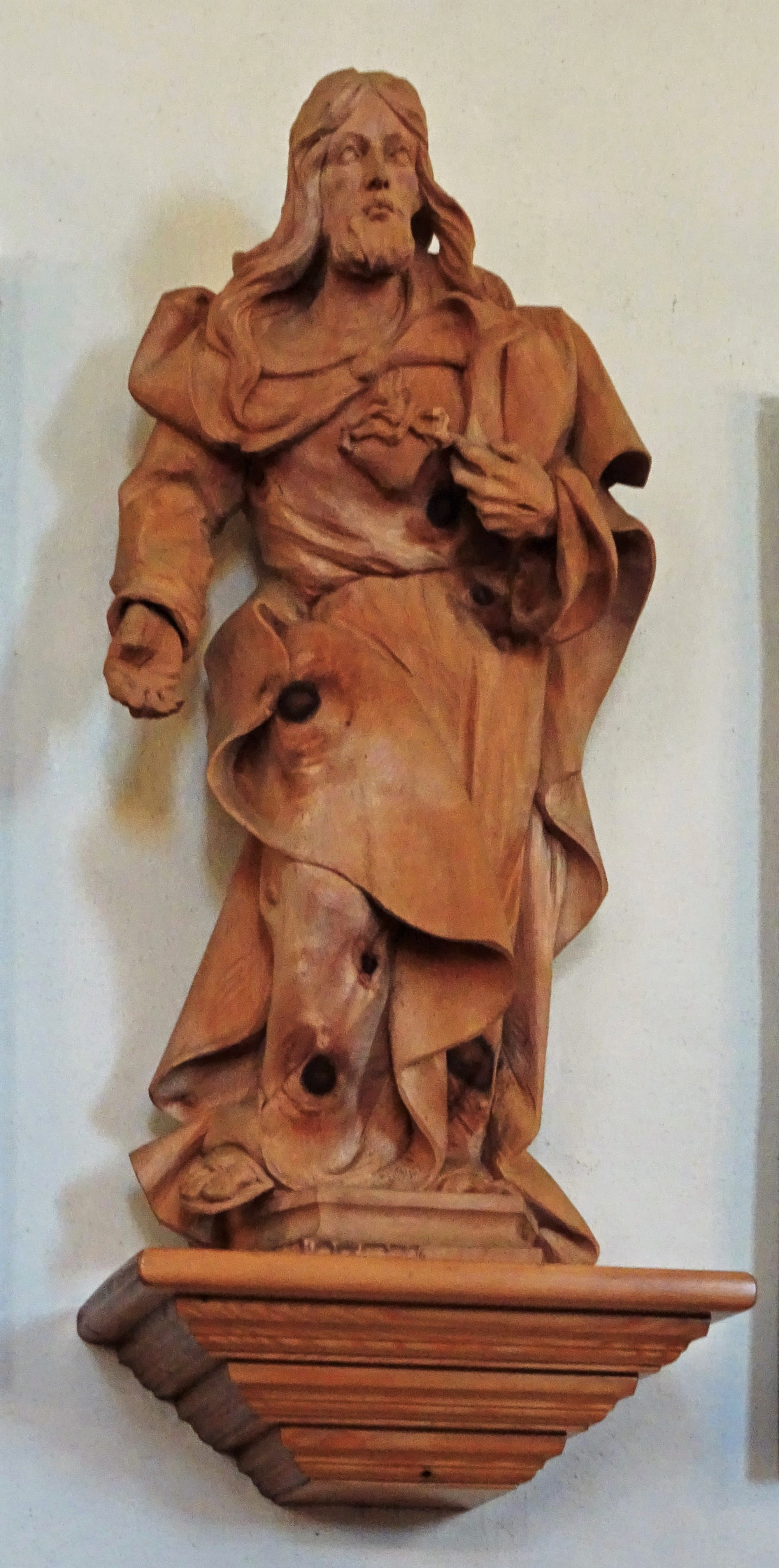
Herz-Jesu-Statue